# Skarprättarbila

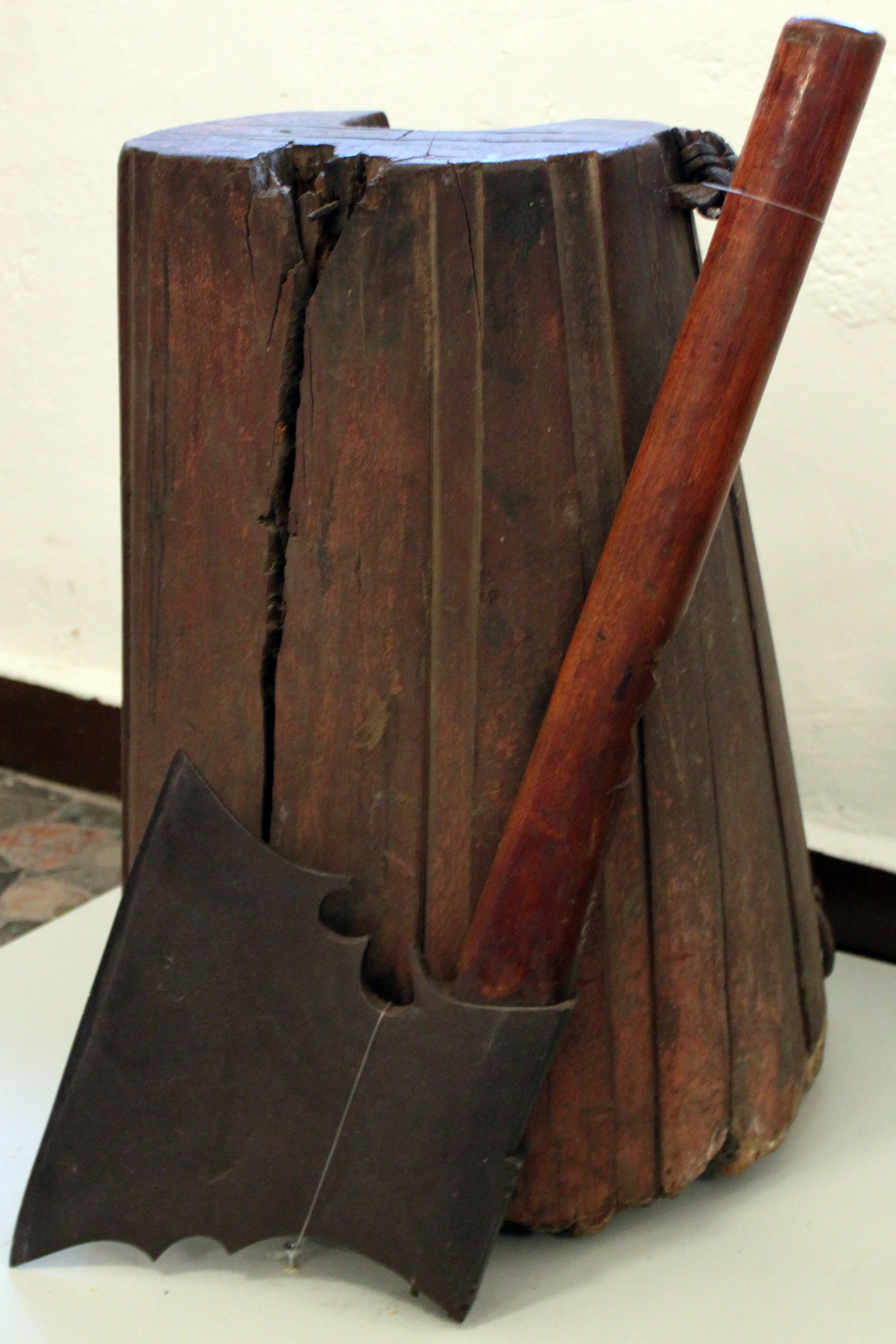
Handbila och stupstock från 1800-talet, utställd på Märkisches Museum Berlin.

Skarprättarbila, bödelsbila eller bödelsyxa är en typ av bila avsedd för avrättning genom halshuggning, brukad av skarprättare och bödlar. Det förekommer i form av handbila och fallbila (giljotin).

## Historia
Handbilan började i Europa ersatta svärdet som halshuggningsverktyg runt 1600-talet. Det användes flitigt fram till 1800-talets slut, då det började ersättas av den då moderna fallbilan.

### Sverige
I Sverige användes både svärd och bila för halshuggning under 1600-, 1700- och 1800-talen. Bila var lättare att använda än svärd och var därför det vanligaste halshuggningsredskapet. I de adliga privilegierna bestod dock svärd som avrättningsmetod så länge dödsstraff fanns i Sverige eftersom avrättning med svärd ansågs hedervärdare än yxa. Vid halshuggning med svärd stod den dödsdömde på knä med huvudet upprätt, när yxa användes fick den dömde ligga raklång eller på knä med huvudet på en stupstock.
Handbila var en ganska ineffektiv avrättningsmetod då det ofta krävdes mer än ett hugg innan det dödande hugget kom. Under andra halvan av 1800-talet väcktes olika motioner i riksdagen för införande av "fallbila" (giljotin) som ersättningsmetod för "handbila". Den siste att avrättas med handbila i Sverige var massmördaren John Filip Nordlund, även känd som Svarte Filip. Detta utfördes av skarprättaren Anders Gustaf Dahlman den 10 december 1900.
Svenska staten köpte 1903 en fallbila från Frankrike och 1906 föreskrevs att halshuggning inte längre skulle ske med yxa utan med fallbila, "giljotin". Den förste och siste att avrättas med fallbila i Sverige var rånmördaren Johan Alfred Andersson Ander, 23 november 1910.